# Oleksandr Kljutschko
Oleksandr Michailowitsch Kljutschko (ukrainisch Олександр Михайлович Ключко; * 11. Juli 1984 in Mykolajiw, Ukrainische SSR) ist ein ehemaliger ukrainischer Boxer. Er war unter anderem Teilnehmer der Olympischen Sommerspiele 2008 in Peking.

## Boxkarriere
Kljutschko wurde mehrfach Ukrainischer Meister, zuletzt 2010 im Halbweltergewicht. Er unterlag bei der Europameisterschaft 2004 in Pula im Achtelfinale gegen Dimitar Schtiljanow und bei der Weltmeisterschaft 2005 in Mianyang ebenfalls im Achtelfinale gegen Domenico Valentino.
Bei der Europameisterschaft 2006 in Plowdiw erreichte er mit Siegen gegen Domenico Valentino, Artur Schmidt und Frankie Gavin das Halbfinale, wo er mit einer Bronzemedaille im Leichtgewicht gegen Alexei Tischtschenko ausschied. Bei der Weltmeisterschaft 2007 in Chicago siegte er gegen Hu Qing und unterlag gegen Darleys Pérez.
Im März 2008 gewann er mit Siegen gegen Wasgen Safarjanz, Hüsnü Kocabaş, Daouda Sow, Ramal Amanov und Miklós Varga das europäische Olympia-Qualifikationsturnier in Pescara und startete dann bei den Olympischen Spielen 2008 in Peking, wo er in der Vorrunde des Leichtgewichts mit 8:10 gegen Hu Qing ausschied. Auch bei der Europameisterschaft 2008 in Liverpool verlor er in der Vorrunde gegen Ross Hickey.
Nachdem er bei der Weltmeisterschaft 2009 in Mailand knapp im Viertelfinale gegen Urantschimegiin Mönch-Erdene ausgeschieden war, gewann er bei der Europameisterschaft 2010 in Moskau eine Bronzemedaille im Halbweltergewicht; nach Siegen gegen Emil Maharramov, Samir Machrouh und Onur Şipal, war er im Halbfinale gegen Hratschik Jawachjan unterlegen. Bei der Europameisterschaft 2011 in Ankara verlor er im Achtelfinale gegen Thomas Stalker.